# Українники
Вкраї́нники, українники, люди в(у)країнні — назва, вживана в документах Великого князівства Литовського й Московського для позначення населення прикордонних територій у XV—XVI століттях. Населення таких територій називалося також «люди українні», «люди вкраїнні», «вкраїнники». У документах ці терміни з'являвся у зв'язку зі специфічними явищами життя на прикордонні: прикордонні конфлікти, набіги кримських татар, сваволя адміністрації. Широка географія і відносний політичний аспект використання такої назви не дає підстав вважати її етнонімом і зіставляти її з будь-яким етносом.

Цей термін уживався у Великім князівстві Литовськім щодо населення периферійних територій, що межують зі степом і Московською державою: Києва, Чернігова, Полоцька і Вітебська, Мценська й Любуцька тощо. Так, 1486 року Казимир Ягайлович скаржився великому князеві московському Івану III на його людей, 
|  | які багато шкоди зробили в татьбах і в розбоях, і в грабежах [...] [напавши] [...] на людей вкраїнных, мценян і любучан. |

1498 року великий князь литовський Олександр Казимирович скаржився на московського посла в Стамбулі Михайла Плещеєва, який, ідучи з Криму, не дав вісті «вкраїнникам» у Черкасах, Каневі й Києві про те, що почався татарський «наїзд»: 
|  | поєхал полєм, и многих людєй и татар с собою взял, и шєл мимо Чєркасы, и мимо Канєв, и мимо Києв, а вєсти вкраинникам нашим нє хотєл никотороє дати о тых татарах;… сам поєхал до Путивля, а татаровє, которыє с ним єхали, впадши в нашу зємлю, шкоды нємалыє нам починили. |

 У тому ж році Олександр посилав своїх урядників «до міст українных», щоб розібратися в причинах нападу литовських людей на російські міста Мценськ, Рильськ, Путивль, Смоленськ, Полоцьк: 
|  | до тых своих урядников до городов украинных посылаєт бєз мєшканья и кажєт всих тых дєл довєдатися. |

Дана термінологія вживалася також і в Московськім царстві. Ще в Іпатіївському літописі зустрічаються «ляховє-українянє» у відношенні до населення прикордонних польських міст. 1503 року Іван III у зв'язку з початком московсько-литовських переговорів наказав: 
|  | своим украинным князєм и намєстникам, и волостєлєм, и всєм своим украинникам, чтобы вєликого князя Алєксандра украинам зацєпки никоторой нє чинили. |